# Estadio Dobsonville
El estadio Dobsonville (Volkswagen Dobsonville Stadium por razones de patrocinio) es un estadio multiusos ubicado en Soweto, un suburbio de la ciudad de Johannesburgo en Sudáfrica. El estadio fue inaugurado en 1975 y posee una capacidad para 24 000 personas. Es el campo del Moroka Swallows, un club que disputa la Premier Soccer League.
El estadio fue renovado en 2009 para ser utilizado como campo de entrenamiento para equipos participantes de la Copa Mundial de Fútbol de 2010.
El 20 de junio de 2015 albergó por primera vez un juego internacional de los Bafana Bafana (selección de fútbol de Sudáfrica), cuando enfrentaron a la selección de Mauricio en partido de clasificación para el Campeonato Africano de Naciones de 2016, con triunfo para el cuadro local por 3:0.